# Sveti Martin (miasto Buzet)
Sveti Martin – wieś w Chorwacji, w żupanii istryjskiej, w mieście Buzet. W 2011 roku liczyła 1011 mieszkańców.